# Mizuki Hamada
Mizuki Hamada (født 18. maj 1990) er en japansk fodboldspiller, som spiller for den japanske fodboldklub Fagiano Okayama.